# Viksa
Viksa o Vixa (en ruso: Выкса) es una ciudad del óblast de Nizhni Nóvgorod, en Rusia. su población era de 56.529 habitantes en 2009.

## Geografía
Viksa se encuentra a 187 km al sudoeste de la capital del óblast, Nizhni Nóvgorod, a orillas del río Oká, un afluente del Volga.

## Historia
Desde el siglo XVI, existían en la región talleres metalúrgicos, en el lugar en el que actualmente se encuentra la fábrica siderúrgica. En la década de 1760, los hermanos batachev, fundadores de la ciudad de Tula, crearon una fundición. En 1767, fueron erigidas una laminadora y una pequeña colonia obrera que recibió el nombre de Viksa, por un pequeño río local.
A continuación la aglomeración se desarrolló de manera continua alrededor del trabajo del acero. Se fabrican en la localidad numerosos productos metalúrgicos.
Consiguió el estatus de ciudad en 1934, años después sería convertida en cabeza de raión. De 1954 a 1957, formó parte del efímero óblast de Arzamás.

## Demografía
| 1897  | 1939   | 1959   | 1970   | 1979   | 1989   | 1998   | 2002   | 2008   |
| ----- | ------ | ------ | ------ | ------ | ------ | ------ | ------ | ------ |
| 8 200 | 26 500 | 40 300 | 46 300 | 53 700 | 61 100 | 63 400 | 61 657 | 57 200 |

## Lugares de interés

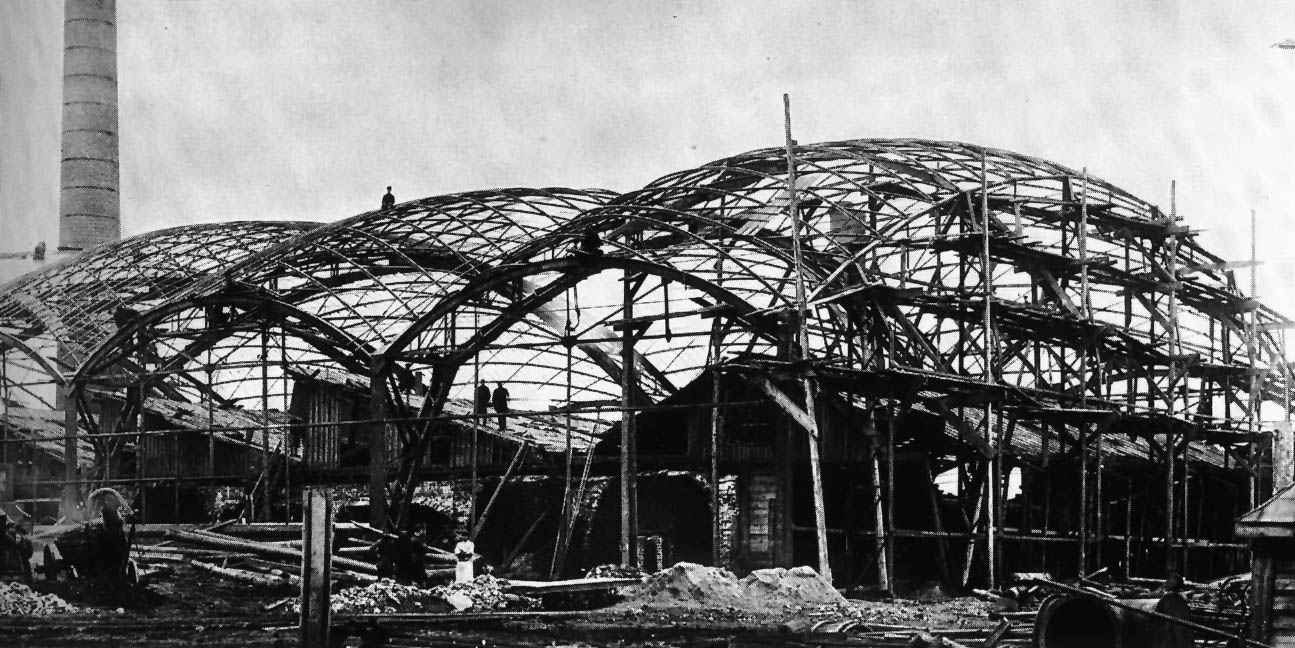
El edificio construido según el diseño de Shújov.

Entre los lugares remarcables de Viksa está el amplio parque ajardinado que fue la propiedad de los Batachev, además de varios edificios industriales e iglesias de los siglos XVII y XVIII.
También existe un edificio peculiar, construido en 1897 a instancias del famoso ingeniero Vladímir Shújov, que destaca por un tejado en red hecho de acero arqueado.

## Economía
El trabajo del metal es aún hoy el centro de la actividad de las empresas de la ciudad. La principal empresa es
- Viksuski Metalurguicheski Zavod (en ruso: Выксунский металлургический завод): fábrica siderúrgica fundada en 1757, fabrica tuberías y productos laminados. Empleaba en 2008 a 8.660 trabajadores.[1]

Encontramos también en la localidad una fábrica de tuberías y de material de construcción. A 15 km al oeste de la ciudad existe un astillero y un puerto sobre el Oká.
Viksa cuenta con una estación de ferrocarril secundaria que la conecta con Múrom, Nizhni nóvgorod y otras ciudades.